# Fricativa retrofleja sorda
La fricativa retrofleja sorda es un sonido consonántico, usado en algunos idiomas. El símbolo en el Alfabeto Fonético Internacional que representa este sonido es ʂ. Al igual que todas las consonantes retroflejas, la letra del AFI se forma mediante la adición de un gancho hacia la derecha que apunta a la parte inferior de la ese (la letra utilizada para la correspondiente consonante alveolar). Se puede hacer una distinción entre una variante laminal, una apical y articulaciones sub-apicales. Solo un idioma, el toda, parece tener más de una fricativa retrofleja sorda, y se distingue de las sibilantes palatales subapicales retroflejas postalveolares apicales; es decir, tanto la articulación de la lengua como el lugar de contacto en el techo de la boca son diferentes.
Su modo de articulación como fricativa sibilante significa que se produce generalmente por la canalización de flujo de aire a lo largo de una ranura en la parte posterior de la lengua hasta el lugar de articulación, desde donde golpea el borde de los dientes casi cerrados, causando turbulencia de alta frecuencia.
Algunos estudiosos transcriben la variante laminal de este sonido como [ʃ], aunque no esté palatalizada. En tales casos, las fricativas postalveolares sordas se transcriben [ʃʲ].

## Características
- Su punto de articulación es retrofleja, lo que significa que se articula con la punta de la lengua enroscada hacia arriba (subapical) y de manera más general significa que es postalveolar sin ser palatalizada. Es decir que además de la articulación subapical prototípica, el contacto de la lengua puede ser apical (en punta) o laminal (plana).
- Su fonación es sorda, lo que significa que se produce sin vibraciones de las cuerdas vocales.
- Es una consonante oral, lo que significa que se permite que escape el aire solo a través de la boca.
- Es una consonante central, lo que significa que es producida por la dirección de la corriente de aire a lo largo del centro de la lengua, en lugar de a los lados.
- El mecanismo de flujo de aire es pulmonar, lo que significa que se articula empujando el aire únicamente con los pulmones y el diafragma, como en la mayoría de los sonidos.

## Casos
En las transcripciones pueden ser utilizados diacríticos para distinguir entre apical [ʂ̺ ] y laminal [ʂ̻ ].
| Idioma      | Idioma                                      | Palabra       | AFI         | Significado         | Notas |
| ----------- | ------------------------------------------- | ------------- | ----------- | ------------------- | --- |
| Abjasio     | Abjasio                                     | амш           | [amʂ]       | «día»               | Véase Fonología del abjasio. |
| Adigué      | Adigué                                      | пшъашъэ       | [pʂaːʂa]ⓘ   | «chica»             | |
| Chino       | Mandarín                                    | 石 'sh'í      | [ʂ̺ʅ]        | «piedra»            | Laminal. Véase fonología del chino estándar. |
| Eslovaco    | Eslovaco                                    | 'š'atka       | [ˈʂatka]    | «pañuelo»           | |
| Feroés      | Feroés                                      | fý'rs'        | [fʊʂ]       | «ochenta»           | |
| Italiano    | Acentos marcados de Emilia-Romaña           | 's'ali        | [ˈʂäːli]    | «sube tú»           | Apical; puede ser Archivo de audio "s̺ʲ" no encontrado o en vez de ʃ. Corresponde a s en el italiano estándar. Véase fonología del italiano. |
| Janty       | La mayoría de los dialectos septentrionales | шаш           | [ʂɑʂ]       | «rodilla»           | Corresponde a africada retrofleja sorda /ʈ͡ʂ/ en los dialectos meridionales y orientales. |
| Malayalam   | Malayalam                                   | കഷ്ടി           | [kəʂʈi]     | «escaso»            | |
| Noruego     | Noruego                                     | fo'rs'amling  | [fɔˈʂɑmlɪŋ] | «reunión»           | Alófono de la secuencia /ɾs/ en muchos dialectos, incluyendo noruego oriental estándar. Véase fonología del noruego. |
| Pastún      | Dialecto meridional                         | ښودل          | [ʂ̺odəl]     | «mostrar»           | |
| Polaco      | Estándar                                    | 'sz'um        | [ʂ̻um]ⓘ      | «susurro»           | Después de consonantes sordas también está representada por ⟨rz⟩. Cuando se escribe así, puede ser en vez pronunciada como vibrante no sonora alveolar alzada sorda por algunos hablantes. Se transcribe como /ʃ/ por la mayoría de los estudiosos polacos. Véase fonología del polaco. |
| Polaco      | Dialectos cuyavios sur-orientales           | 's'chowali    | [ʂxɔˈväli]  | 'they hid'          | Algunos hablantes. Es un resultado de hipercorregir la fusión más popular de /ʂ/ y /s/ a Archivo de audio "s" no encontrado. |
| Polaco      | Dialecto de Suwałki                         | 's'chowali    | [ʂxɔˈväli]  | 'they hid'          | Algunos hablantes. Es un resultado de hipercorregir la fusión más popular de /ʂ/ y /s/ a Archivo de audio "s" no encontrado. |
| Quechua     | Huanca                                      | shuka         | [ʂʊkɐ]      | «surco»             | En la vecindad de /i/ e /j/ se pronuncia como postalveolar [ʃ]. |
| Quechua     | Cajamarca                                   | śhawaq        | [ʂɐwɑχ]     | «sauco»             | Fonema de baja frecuencia. |
| Ruso        | Ruso                                        | шут           | [ʂut̪]       | «bufón»             | Véase fonología del ruso. |
| Serbocroata | Serbocroata                                 | шума / 'š'uma | [ʂûmä]      | «bosque»            | Laminal. Puede ser en cambio postalveolar, dependiendo del dialecto. Véase fonología del serbocroata. |
| Siciliano   | Siciliano                                   | 'st'rata      | [ˈʂɽːaːta]  | «calle»             | |
| Sueco       | Sueco                                       | fo'rs'        | [fɔʂ]       | «rápidos»           | Alófono de la secuencia /rs/ en varios dialectos, incluyendo el sueco estándar central. Véase fonología del sueco. |
| Télugu      | Télugu                                      | అభిలాషి          | [ʌbʱilaːʂi] | «persona que desee» | |
| Toda        | Toda                                        | [pɔʂ]         | [pɔʂ]       | (nombre de un clan) | Subapical |
| Torwali     | Torwali                                     | ښښ            | [ʂeʂ]       | «cuerda estrecha»   | |
| Ubijé       | Ubijé                                       | [ʂ̺a]          | [ʂ̺a]        | «cabeza»            | Véase fonología del ubijé. |
| Vietnamita  | Dialectos meridionales                      | 's'ữa         | [ʂɨə˧ˀ˥]    | «leche»             | Véase fonología del vietnamita. |
| Yi          | Nuosu                                       | ꏂ 'sh'y      | [ʂ̺ɿ̄˧]       | «oro»               | |
| Zapoteco    | Tilquiapán                                  | [ʂupá]        | [ʂupá]      | «seis»              | Alófono de /ʃ/ antes de [a] y [u]. |